# Schizachyrium schweinfurthii
Schizachyrium schweinfurthii là một loài thực vật có hoa trong họ Hòa thảo. Loài này được (Hack.) Stapf miêu tả khoa học đầu tiên năm 1918.